# بخش مرکزی شهرستان بشرویه
بخش مرکزی شهرستان بُشرویه، به مرکزیت شهر بشرویه، یکی از بخش‌های شهرستان بشرویه است. این بخش، از دو دهستان علی‌جمال و کرند تشکیل شده و بر اساس سرشماری سال ۱۳۸۵، تعداد ۱۷٬۳۹۰ نفر جمعیت داشته‌است. از این تعداد، ۳٬۶۱۲ نفر در روستاها و ۱۳٬۷۷۸ نفر در شهر بشرویه ساکن بوده‌اند.